# Mike Blumel
Mike Blumel (Woodbury, Minnesota, 22 oktober 1986) is een Amerikaanse langebaanschaatser.

## Persoonlijke records
| Afstand    | Tijd    | Datum            | Baan           |
| ---------- | ------- | ---------------- | -------------- |
| 500 meter  | 35,41   | 12 februari 2010 | Salt Lake City |
| 1000 meter | 1.09,78 | 13 december 2009 | Salt Lake City |
| 1500 meter | 1.48,37 | 7 februari 2009  | Calgary        |
| 3000 meter | 3.56,52 | 28 januari 2005  | Salt Lake City |
| 5000 meter | 6.57,58 | 29 januari 2005  | Salt Lake City |

## Resultaten
| Jaar | Wereldbeker                  | WK junioren                                |
| ---- | ---------------------------- | ------------------------------------------ |
| 2004 |                              | 24e (24e, 24e, 27e, 20e) 8e achtervolging  |
| 2005 |                              | 13e · (14e, 13e, 16e, 17e) · achtervolging |
| 2006 |                              | 21e (8e, 29e, 14e, 23e) 4e achtervolging   |
| 2007 | 42e 500m 51e 1000m 51e 1500m |                                            |
| 2008 | 47e 500m                     |                                            |
| 2009 | 39e 500m                     |                                            |
| 2010 | 55e 500m 48e 1000m           |                                            |
| 2011 | 33e 500m 36e 1000m 51e 1500m |                                            |